# GOOD TIMES (柳ジョージのアルバム)
『GOOD TIMES』（グッド・タイムズ）は、日本のロックミュージシャンである柳ジョージが、1984年12月21日にワーナー・パイオニア / Atlantic Recordからリリースしたカヴァーアルバムである。

## 解説
キャッチコピーは『涙で、アメリカが霞んで見えた。』。
柳ジョージ自身初のカヴァー・アルバムで、1930年代から1960年代のアメリカで発表されたポピュラーソングのカヴァーを収録した作品。1985年に続編である『GOOD TIMES Part 2』と、1989年に『GOOD TIMES 3』がリリースされている。
ライナーノーツの楽曲解説に、小林克也が寄稿している。

## 受賞
1985年の『第27回日本レコード大賞』で、企画賞を受賞した。

## 批評
| 専門評論家によるレビュー | 専門評論家によるレビュー |
| レビュー・スコア         | レビュー・スコア         |
| 出典                     | 評価                     |
| ------------------------ | ------------------------ |
| CDジャーナル             | 肯定的                   |

CDジャーナルは、「柳ジョージが少年時代に太平洋のかなたにある巨大なスクリーンに映し出されるアメリカ文化に憧れ、そこで流れた名曲を大人になった今、その渋味のある声で歌っている。」と批評した上で、「ストリングスをバックに歌う名曲の数々を、バーボンでも飲みながら聞きたくなる。」と肯定的に評価している。

## 収録曲

### LPレコード盤
| 全編曲: 服部克久, THE BAND OF NITE。 |                             |                               |                               |       |
| #                                    | タイトル                    | 作詞                          | 作曲                          | 時間  |
| 1.                                   | 「Too Young」               | Sylvia Dee                    | Sid Lippman                   | 3:04  |
| 2.                                   | 「Blue Moon」               | Lorenz Hart                   | Richard Rodgers               | 2:45  |
| 3.                                   | 「Come Rain or Come Shine」 | Johnny Mercer                 | Harold Arlen                  | 3:34  |
| 4.                                   | 「Under The Boardwalk」     | Artie Resnick and Kenny Young | Artie Resnick and Kenny Young | 2:53  |
| 5.                                   | 「Crying in the Chapel」    | Artie Glenn                   | Artie Glenn                   | 3:04  |
| 合計時間:                            | 合計時間:                   | 合計時間:                     | 合計時間:                     | 15:20 |

| 全編曲: 服部克久, THE BAND OF NITE。 |                         |                                      |                                      |       |
| #                                    | タイトル                | 作詞                                 | 作曲                                 | 時間  |
| 1.                                   | 「Blueberry Hill」      | Al Lewis, Larry Stock & Vincent Rose | Al Lewis, Larry Stock & Vincent Rose | 2:48  |
| 2.                                   | 「The Great Pretender」 | Buck Ram                             | Buck Ram                             | 3:04  |
| 3.                                   | 「Cry」                 | Churchill Kohlman                    | Churchill Kohlman                    | 2:09  |
| 4.                                   | 「South of The Border」 | Jimmy Kennedy and Michael Carr       | Jimmy Kennedy and Michael Carr       | 2:45  |
| 5.                                   | 「Danny Boy」           | Frederic E. Weatherly, Old Irish Air | Frederic E. Weatherly, Old Irish Air | 4:33  |
| 合計時間:                            | 合計時間:               | 合計時間:                            | 合計時間:                            | 15:19 |

### CD盤
| 全編曲: 服部克久, THE BAND OF NITE。 |                             |                                      |                                      |       |
| #                                    | タイトル                    | 作詞                                 | 作曲                                 | 時間  |
| 1.                                   | 「Too Young」               | Sylvia Dee                           | Sid Lippman                          | 3:04  |
| 2.                                   | 「Blue Moon」               | Lorenz Hart                          | Richard Rodgers                      | 2:45  |
| 3.                                   | 「Come Rain or Come Shine」 | Johnny Mercer                        | Harold Arlen                         | 3:34  |
| 4.                                   | 「Under The Boardwalk」     | Artie Resnick and Kenny Young        | Artie Resnick and Kenny Young        | 2:53  |
| 5.                                   | 「Crying in The Chapel」    | Artie Glenn                          | Artie Glenn                          | 3:04  |
| 6.                                   | 「Blueberry Hill」          | Al Lewis, Larry Stock & Vincent Rose | Al Lewis, Larry Stock & Vincent Rose | 2:48  |
| 7.                                   | 「The Great Pretender」     | Buck Ram                             | Buck Ram                             | 3:04  |
| 8.                                   | 「Cry」                     | Churchill Kohlman                    | Churchill Kohlman                    | 2:09  |
| 9.                                   | 「South of The Border」     | Jimmy Kennedy and Michael Carr       | Jimmy Kennedy and Michael Carr       | 2:45  |
| 10.                                  | 「Danny Boy」               | Frederic E. Weatherly, Old Irish Air | Frederic E. Weatherly, Old Irish Air | 4:33  |
| 合計時間:                            | 合計時間:                   | 合計時間:                            | 合計時間:                            | 30:39 |

## 楽曲解説
1. Too Young
  - 1951年にジョニー・デズモンドが発表した楽曲で、同年にナット・キング・コールによってカヴァーされたヴァージョンがミリオンセラーを記録した。
2. Blue Moon
  - 1934年に発表されたアメリカのポピュラーソング。1952年にビリー・ホリデイ、1956年にエルヴィス・プレスリーらによってカヴァーされている。
3. Come Rain or Come Shine
  - 1946年に発表されたミュージカル『セント・ルイス・ウーマン』のために書き下ろされた楽曲。1950年にサラ・ヴォーン、1959年にレイ・チャールズらによってカヴァーされている。
4. Under The Boardwalk
  - 1964年にドリフターズが発表した楽曲で、1965年にローリング・ストーンズによってカヴァーされている。
5. Crying in the Chapel
  - 1953年に発表された楽曲。同年にダレル・グレン、1965年にエルヴィス・プレスリーらによってカバーされている。
6. Blueberry Hill
  - 1940年に発表された楽曲。1956年にファッツ・ドミノによってカヴァーされている。
7. The Great Pretender
  - 1955年にプラターズが発表した楽曲。このアルバムがリリースされた後の1987年に、クイーンのヴォーカルであるフレディ・マーキュリーによってカヴァーされている。
8. Cry
  - 1951年にジョニー・レイが発表した楽曲。
9. South of The Border
  - 1939年に公開されたアメリカ映画『South of the Border』に使用された楽曲。
10. Danny Boy
  - 1910年にイングランドの弁護士である、フレデリック・ウェザリーによって発表されたアイルランド民謡。

## 参加ミュージシャン
- Vocal : 柳ジョージ
- Drums : 田切純一
- Bass : 長島進
- Guitar : 知久光康, 近藤敬三
- Keyboards : 杉田裕
- Strings : HIIRO STRINGS GROUP
- Violin solo : 日色純一
- Back Ground Vocal : J-WALK